# Diocese de São Tomé e Príncipe
A Diocese de São Tomé e Príncipe (em latim: Dioecesis Sancti Thomae in Insula), é uma diocese são-tomense, do rito latino, diretamente subordinada à Santa Sé, constituída sui iure a 31 de Janeiro de 1533 pelo Papa Clemente VII por desmembramento da Arquidiocese do Funchal. Foi de fato constituída em diocese em 1534, pelo Papa Paulo III, abrangendo então Angola e Moçambique, sendo seu primeiro bispo Diogo Ortiz de Vilhegas, mais tarde bispo de Ceuta. Até 1842 o seu território abrangia também toda a costa do Golfo da Guiné.

## História
A ilha de São Tomé foi descoberta por João de Santarém e Pero de Escobar no dia do Apóstolo São Tomé (21 de Dezembro no calendário litúrgico antigo) em 1470. Não tinham passado poucos dias depois do dia 1 de Janeiro de 1471 que os mesmos descobridores encontravam a ilha mais pequena. A esta deram o nome de Ano Bom. No dia 17 de Janeiro do mesmo ano deram com Santo Antão ou Santo António Abade, hoje denominada de Ilha do Príncipe por pertencer ao príncipe Dom João, que veio a ser o rei Dom João II. Todas as ilhas eram desabitadas, portanto, o povoamento e colonização não foram imediatos e com certa dificuldade começaram o povoamento das mesmas quando já reinava Dom João II.
A ilha principal, a de S. Tomé, foi finalmente constituída em capitania e doada a João de Paiva, fidalgo da Casa do Rei, por carta de 24 de Setembro de 1485. A doação veio a ser transferida mais tarde parta Álvaro de Caminha que em 1493 iniciou vários povoamentos. Água-Ambó foi a primeira povoação estabelecida pelos colonos junto à Ponta Figo. Daí se transportaram para o lugar onde hoje assenta a cidade de São Tomé. Em 1500 a capitania da ilha passou a Fernando de Melo, sendo a jurisdição civil e criminal ligada à capitania-mor. Este incentiva a criação de estruturas eclesiásticas. Quatro anos depois já estava erecta a primeira freguesia em território santomense com o título de Nossa Senhora da Graça. O culto e pastoreio foi entregue aos missionários Eremitas de Santo Agostinho ou Cónegos de Santo Elói. As ilhas ficavam desde então sob a jurisdição do vigário de Tomar nullius dioecesis. Com a criação da Diocese do Funchal, João III concede aos habitantes das ilhas várias isenções e privilégios desde 12 de Junho de 1514. Nessa altura o bispado funchalense incorporava todas as ilhas e terras dos descobrimentos, sendo por algum tempo a mais extensa do mundo. Com data de 19 de Maio de 1524, Dom João III concede foral aos habitantes de São Tomé.
A instâncias de Dom João III, vendo a expansão dos descobrimentos, o Papa Clemente VII decidiu erigir as dioceses de São Miguel dos Açores (a atual Diocese de Angra), Santiago de Cabo Verde (hoje Diocese da Praia), São Tomé e Príncipe e Goa (hoje Arquidiocese de Goa e Damão). Não chegou a expedir as respectivas bulas por ter falecido. Com a eleição do Papa Paulo III, o rei conseguiu a ereção de uma diocese em São Tomé. A mesma é criada pela bula Aequum reputamus, de 3 de Novembro de 1534, e abrangia a ilha do mesmo nome, a do Príncipe (então denominada Santo Antão), Fernão Pó, Ano Bom e Santa Helena, e a costa de África, desde o Cabo das Palmas, até ao Cabo das Agulhas, passando pelo Cabo da Boa Esperança. A nova diocese ficava sufragânea da Arquidiocese do Funchal, Ilha da Madeira, o que se manteve até 1551, ano em que passou para sufragânea de Lisboa, metropolita na capital real. Para seu primeiro bispo foi nomeado Diogo Ortiz de Vilhegas, que era sobrinho do célebre bispo de Ceuta e Viseu do mesmo nome. No entanto não chegou a tomar posse, nomeando um vigário para o governo da mesma.

### Criação da Diocese

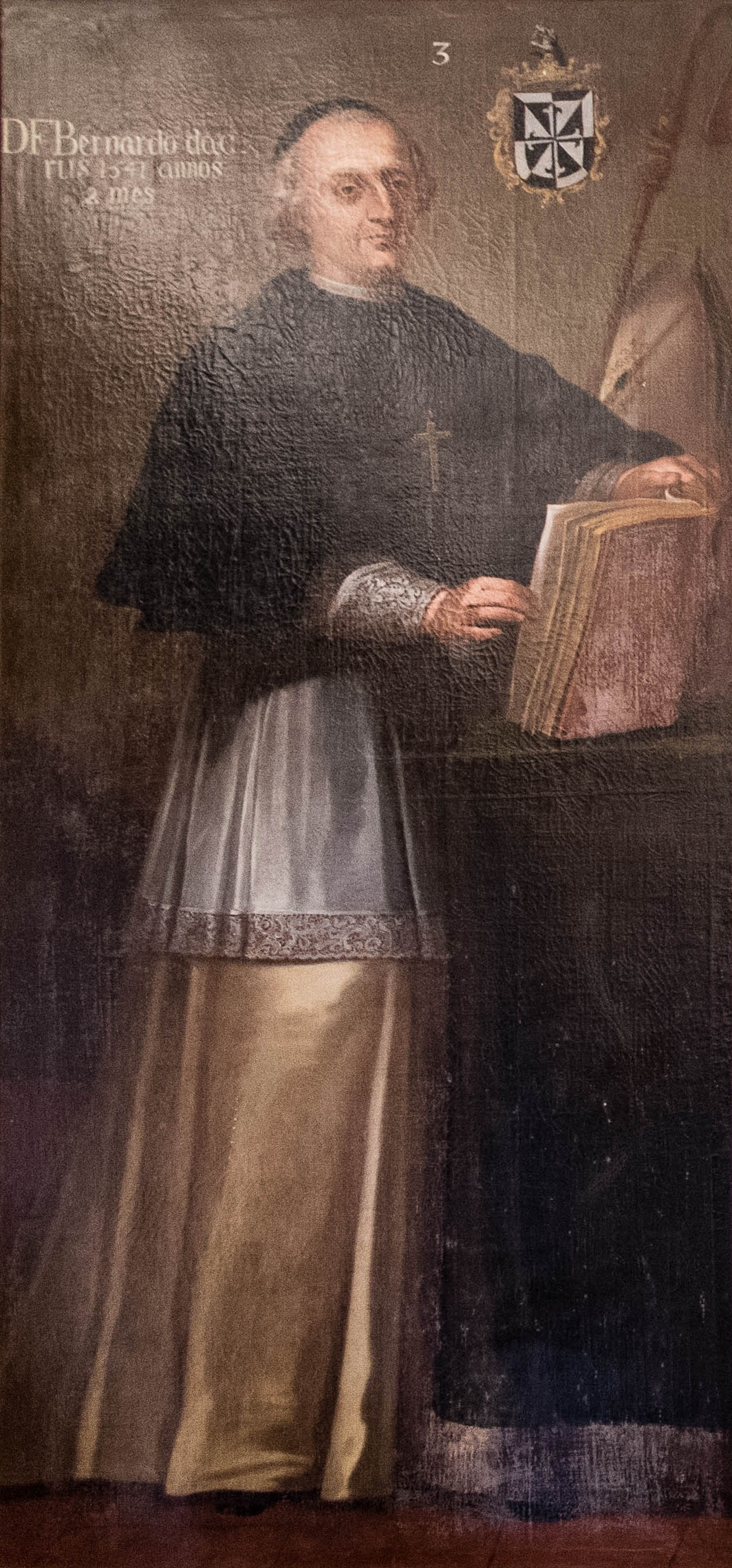
D. Frei Bernardo da Cruz, Universidade de Coimbra

Por bula de 20 de Maio de 1596, o Papa Clemente VIII desmembrou os territórios do Congo, erigindo assim o bispado de São Salvador de Angola e Congo (atual Arquidiocese de Luanda). O segundo bispo de São Tomé foi o célebre Dom Frei Bernardo da Cruz, nomeado em 1540. Infelizmente este também não foi ao bispado, apesar da insistência do papa Paulo III. O terceiro, Dom Frei Gaspar Cão, nomeado em 6 de Julho de 1554 pelo bispo de Roma Papa Júlio III, quis seguir o mesmo caminho dos dois primeiros. Em 1562, não obstante um breve enérgico do Papa Pio IV, que o ameaçou de excomunhão, ainda se encontrava em Lisboa. Finalmente partindo rumo às ilhas São-tomenses, quando lá chegou não foi muito feliz no seu governo. O prelado escandalizou os fiéis e o clero da sua diocese com o seu procedimento. O cardeal Dom Henrique, Arcebispo de Évora, instaurou um processo contra ele mas a história ignora o seu resultado.
Em 1540 tinha ocorrido um acontecimento que, posteriormente, teria sérias consequências, e fosse essa a razão que levasse a muitos dos nomeados a tardarem na tomada de posse. Trata-se no naufrágio dos chamados Angolares. No dia 25 de Janeiro de 1578 o abade cisterciense Dom Martinho de Ulhoa é eleito para a sé são-tomense. Embora fosse verdadeiramente um pastor do rebanho, teve gravíssimos conflitos com Miguel Teles de Moura. O prelado retirou-se para o metrópole e o governador morreu em 1591. Um ano depois Dom Martinho resignou de seu cargo, vindo a falecer no dia 8 de Agosto de 1606.
Entre 1594 e 1595 alastrou-se nova revolta na ilha, em resultado de um conflito entre o novo bispo franciscano e o governador Fernando de Meneses. Dom Francisco de Vilanova havia sido eleito em 17 de Fevereiro de 1590, e chegara à ilha em 1592, assumindo interinamente o governo da ilha, por ter falecido o governador Duarte Peixoto. Quando em 1594 veio de Lisboa o sucessor do governador, Dom Fernando de Meneses, acendeu-se uma luta entre os dois, que chegou ao extremo do bispo excomungar o governador. Este acto, que caiu mal na população, deu lugar a uma revolta chefiada por um africano nativo de nome Amador Vieira. Nessa altura, Amador sente que o governador está diminuído no seu poder e prestígio. Em de 9 de Julho de 1595 se proclama rei de São Tomé, fundando o Reino dos Angolares. A revolta foi dominada e Amador é preso e condenado por traição em 1596. Por causa destes acontecimentos o bispo é chamado ao Reino e talvez se tenha justificado, pois regressou a São Tomé, onde morreu no dia de Natal de 1602.
Sucedeu-lhe o dominicano Dom Frei António Valente, natural de Lisboa, e o qual o Papa Clemente VIII elegeu para bispo no dia 30 de Agosto de 1604. Este tentou introduzir reformas na diocese, mas teve graves desavenças com o cabido quanto à forma das implementar. Parece ter morrido em 1608, não havendo dados certos. No entanto, a revolta de Amador sobressaltara os habitantes da ilha e muitos deles, temendo novas revoltas, fizeram-se transportar para o Brasil. Esta circunstância, e não só, marcou o início de decadência nas ilhas. Depois de um breve período de lutas graves entre as autoridades civis e eclesiásticas, o bispo Dom Frei Jerónimo de Quintanilha assume o governo eclesiástico e civil. Em 21 de Fevereiro de 1611 o abade da Ordem de Cristo é confirmado pelo mesmo papa bispo das ilhas de São Tomé. Veio a morrer em 1614. Ao cargo do governo civil sucedendo-lhe o ouvidor Luís de Abreu, que antes fora excomungado. No dia 26 de Outubro de 1615 Pedro de São Agostinho Figueira da Cunha Lobo, desta vez um augustiniano é eleito bispo da diocese. Estamos no ano de 1616, sendo governador um tal Miguel Correia Baharem. Este teve um governo agitadíssimo, indispondo-se com toda a gente. No mesmo ano é ordenado bispo o Dom Pedro da Cunha Lobo. Recém-chegado do Reino, vê-se obrigado a assumir também o governo civil das ilhas. No entanto, querendo dedicar-se inteiramente à sua querida diocese, este entrega o governo civil a um fidalgo chamado Félix Pereira. Em 16 de Maio de 1620 morre o bispo protector de Félix Pereira. Este vê o seu cargo transferido para Jerónimo de Melo Fernando como governador. Entretanto é eleito administrador diocesano o prior Francisco Pinheiro de Abreu, que entrou em conflito com os cónegos. O administrador vê-se impedido de exercer seu cargo. Entretanto o Papa Urbano VIII nomeia outro agostiniano, Francisco de Soveral, cuja nomeação apostólica tem a data de 5 de Outubro de 1623. No entanto, só vem a tomar posse da diocese no ano seguinte. Entretanto o caso de Francisco Abreu continuou, e como o governador teimou em apoiar os cónegos, o padre é assassinado em 1627.
Com a criação da província eclesiástica de São Salvador da Bahia em 16 de novembro de 1676, por meio da bula Inter Pastoralis Officii Curas do Papa Inocêncio XI, torna-se sua sufragânea. Após a Independência do Brasil, em 13 de janeiro de 1844, volta a ser sufragânea do Patriarcado de Lisboa. Em 4 de setembro de 1940, após a assinatura da Concordata entre a Santa Sé e Portugal e a elevação da Diocese de Angola e Congo na Arquidiocese de Luanda, passa a fazer parte da sua província eclesiástica. Em 4 de fevereiro de 1984, torna-se imediatamente sujeita à Santa Sé.
Actualmente a diocese abrange o território nacional de São Tomé e Príncipe, numa área total de 1001 km², num total de 155.000 habitantes, com 112 931 católicos, ou seja, 81,2% da população distribuída por 12 paróquias. Embora o patrono da diocese seja São Tomé Apóstolo, cuja festividade é celebrada no dia 21 de Dezembro, o titular da Sé Catedral é Nossa Senhora da Graça, com comemoração obrigatória no dia 25 de Março. Faz parte da Conferência Episcopal de Angola e São Tomé.

## Lista de bispos de São Tomé e Príncipe
|                          | Nome                                       | Período     | Notas                                 |
| Bispos                   | Bispos                                     | Bispos      | Bispos                                |
| ------------------------ | ------------------------------------------ | ----------- | ------------------------------------- |
| 31º                      | João de Ceita Nazaré                       | 2024-       | Atual                                 |
| 30º                      | Manuel António Mendes dos Santos, C.M.F.   | 2006-2022   |                                       |
| 29º                      | Abílio Rodas de Sousa Ribas, C.S.Sp.       | 1984-2006   |                                       |
| 28º                      | Moisés Alves de Pinho, C.S.Sp.             | 1941-1966   |                                       |
| 27º                      | Bartolomeu dos Mártires de Maia, O.C.D.    | 1816-1819   | Nomeado bispo-prelado de Moçambique   |
| 26º                      | Custódio de Santa Ana de Almeida, O.A.D.   | 1805-1812   |                                       |
| 25º                      | Caetano Veloso, O.F.M.                     | 1802-1803   |                                       |
| 24º                      | Rafael de Castelo de Vide, O.F.M.          | 1794-1800   |                                       |
| 23º                      | Domingos Rosário, O.P.                     | 1782-1788   |                                       |
| 22º                      | Vicente do Espírito Santo, O.A.D.          | 1779-1782   | Nomeado bispo-prelado de Goiás        |
| 21º                      | António Nogueira                           | 1753-1757   |                                       |
| 20º                      | Luís das Chagas, O.A.D.                    | 1745-1747   |                                       |
| 19º                      | Tomás Luís da Conceição, O.A.D.            | 1742-1744   |                                       |
| 18º                      | Leandro da Piedade, O.A.D.                 | 1739-1740   |                                       |
| 17º                      | João de Sahagún, O.A.D.                    | 1709-1730   |                                       |
| 16º                      | António da Penha de França, O.A.D.         | 1699-1702   |                                       |
| 15º                      | Timóteo do Sacramento, O.S.P.P.E.          | 1693-1696   | Nomeado bispo de São Luis do Maranhão |
| 14º                      | Sebastião de São Paulo, O.F.M.             | 1687-1690   |                                       |
| 13º                      | Bernardo Zuzarte de Andrade, C.R.S.A.      | 1677-1685   |                                       |
| 12º                      | Manuel da Natividade do Nascimento, O.S.H. | 1674-1675   |                                       |
| 11º                      | António Nogueira, O. Cristo                | 1635-1640   |                                       |
| 10º                      | Domingos da Assunção, O.P.                 | 1627-1632   |                                       |
| 9º                       | Francisco de Soveral, O.S.A.               | 1623-1627   | Nomeado bispo de Angola e Congo       |
| 8º                       | Pedro Figueira da Cunha Lobo, O.S.A.       | 1615-1620   |                                       |
| 7º                       | Jerónimo de Quintanilha, O. Cristo         | 1611-1614   |                                       |
| 6º                       | António Valente, O.P.                      | 1604-1608   |                                       |
| 5º                       | Francisco de Vilanova, O.F.M.              | 1592-1602   |                                       |
| 4º                       | Martinho de Ulhoa, O. Cist.                | 1578-1592   |                                       |
| 3º                       | Gaspar Cão, O.S.A.                         | 1554-1572   |                                       |
| 2º                       | Bernardo da Cruz, O.P.                     | 1540-1553   |                                       |
| 1º                       | Diogo Ortiz de Vilhegas                    | 1533-1540   | Nomeado Bispo de Ceuta                |
| Administrador apostólico |                                            |             |                                       |
|                          | António Lungieki Pedro Bengui              | 2022-2024   | Bispo auxiliar de Luanda              |
| Bispo-auxiliar           |                                            |             |                                       |
|                          | Frei João Baptista, O.P.                   | 1542 - 1558 |                                       |